# 絨帽 (教宗)

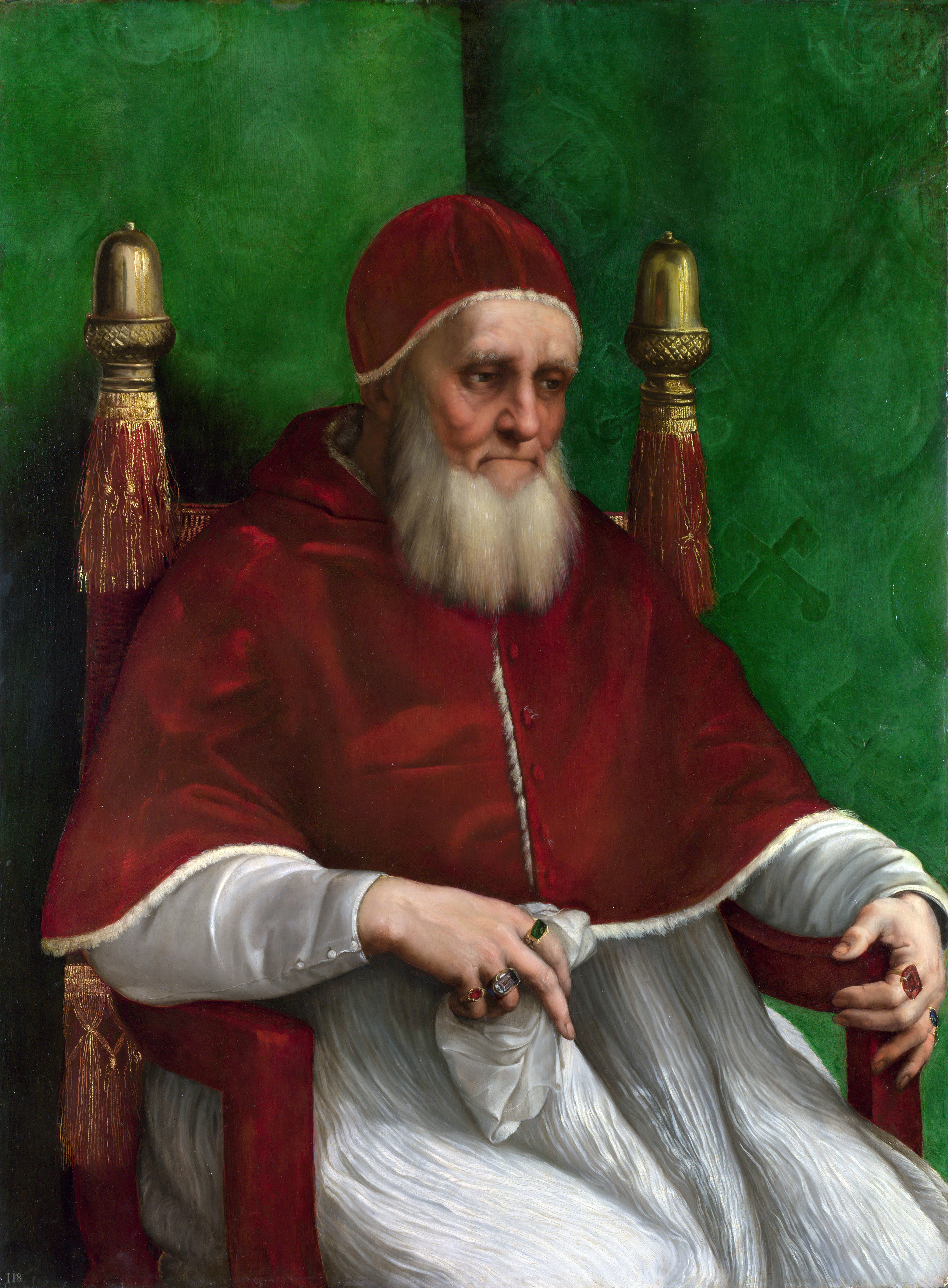
戴絨帽的教宗儒略二世 (拉斐爾畫)

絨帽 (camauro)，源於希臘語kamelauchion (「駱駝皮帽」的意思)，拉丁語稱為camelaucum，是天主教教宗專用的一種帽子。
教宗绒帽是以紅色羊毛或天鹅绒周圍飾以白色貂皮，通常在冬天戴，以代替小瓜帽(zucchetto),而其他圣职者戴四角帽(biretta)。如四角帽以及学者所戴的四方帽一样，绒帽也源于皮莱乌斯帽(the pileus)，起初是由剃度(tonsure)过的圣职者戴着以防頭部受涼。它经常和肩衣(mozzetta)配套，后者有时也用毛皮衬里。
绒帽自12世纪起就成为了教宗的衣饰。1464年前，它也被枢机戴着，但没有貂皮剪边。自那时起，绒帽便成了教宗独有的衣饰，而枢机们只能戴深红色的四角帽了。教宗绒帽自1963年教宗若望二十三世死後一度絕跡，直到2005年12月末重新出現在教宗本篤十六世的头上，被當時的傳媒形容為聖誕老人。(圣尼古拉，后来成了传奇性的圣诞老人，曾为米拉的主教)

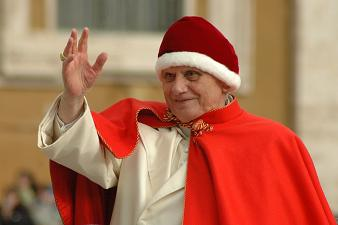
教宗本笃十六世头戴绒帽，于2005年12月末

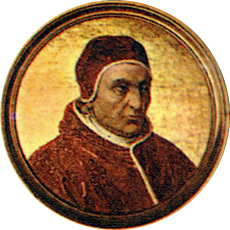
教宗英诺森七世 (1404年－1406年)
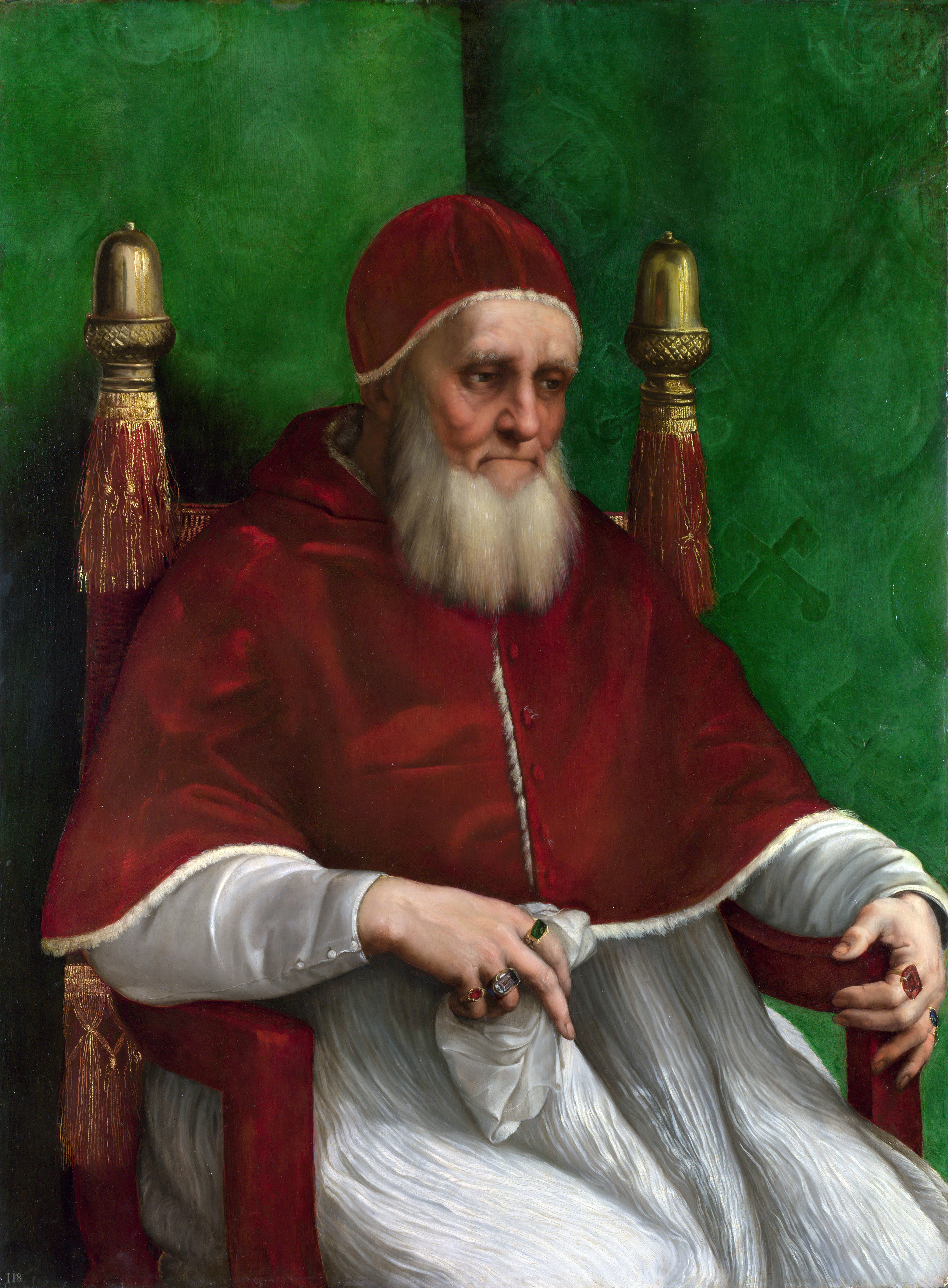
教宗儒略二世 (1503年－1513年)
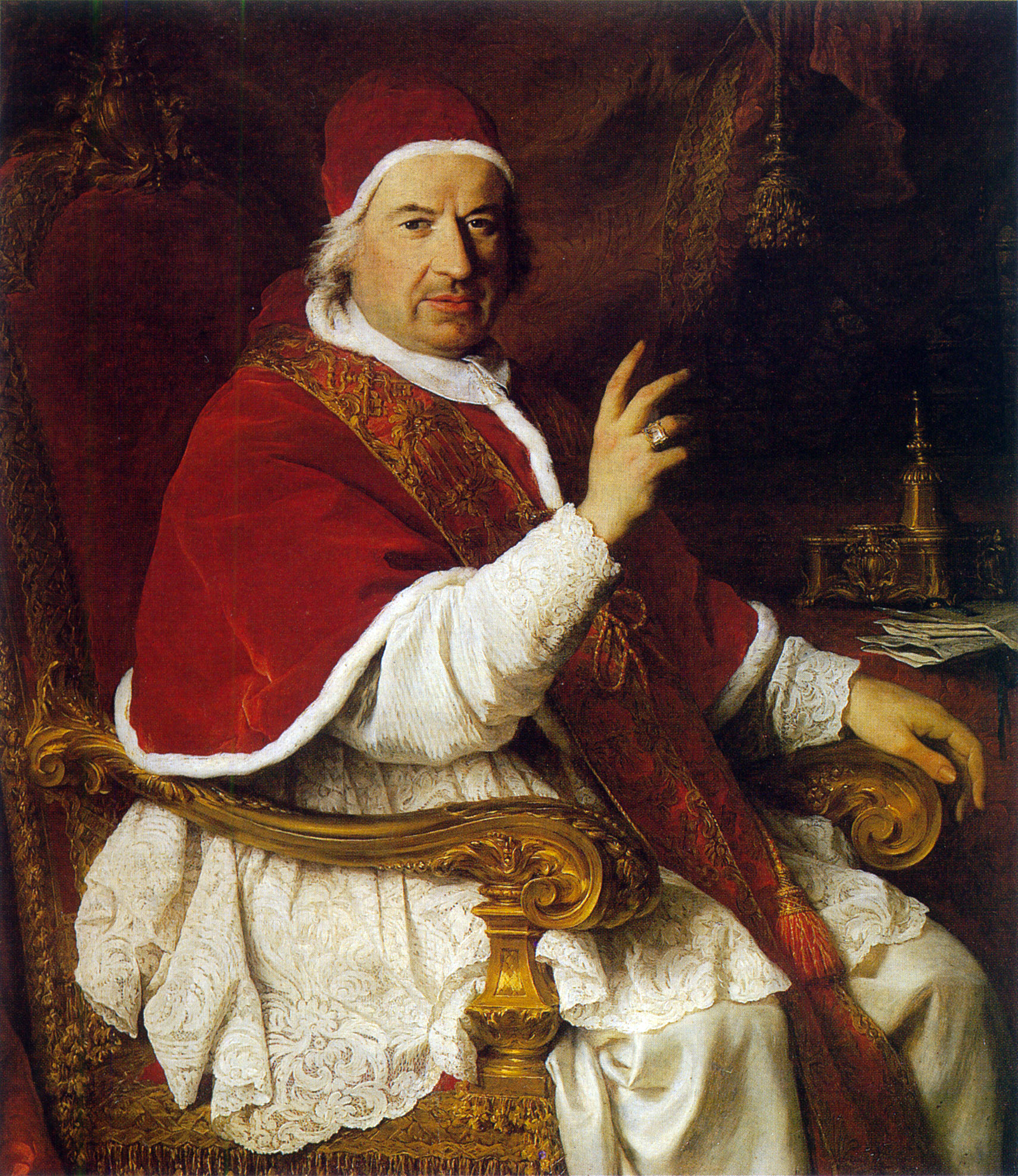
教宗本笃十四世 (1740年－1758年)
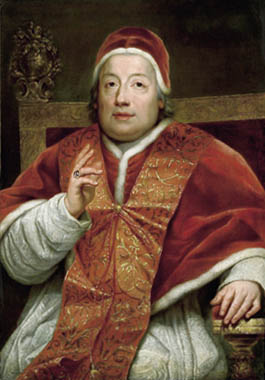
教宗克勉十三世 (1758年－1769年)

## 內部連結
- Philippi集品